# One Night in Bangkok (Sodom)
One Night in Bangkok  è un album dal vivo del gruppo musicale tedesco Sodom, pubblicato il 28 luglio 2003.

## Descrizione
L'album è stato registrato a Bangkok (Thailandia) nel 2003.

## Tracce

### Disco 1
1. "Among the Weirdcong" – 5:03
2. "The Vice of Killing" – 4:22
3. "Der Wachturm" – 3:04
4. "The Saw Is the Law" – 3:36
5. "Blasphemer" – 2:46
6. "Sodomized" – 2:56
7. "Remember the Fallen" – 4:17
8. "I Am the War" – 4:12
9. "Eat Me!" – 2:54
10. "Masquerade in Blood" – 2:53
11. "M-16" – 4:31
12. "Agent Orange" – 5:43
13. "Outbreak of Evil" – 3:34

### Disco 2
1. "Sodomy & Lust" – 5:34
2. "Napalm in the Morning" – 6:18
3. "Fuck the Police" – 3:21
4. "Tombstone" – 4:10
5. "Witching Metal" – 2:51
6. "The Enemy Inside" – 4:36
7. "Die Stumme Ursel" – 2:52
8. "Ausgebombt" – 4:38
9. "Code Red" – 4:09
10. "Ace of Spades" (Cover Motörhead) – 2:46
11. "Stalinhagel" – 8:00

La traccia "Stalinhagel" è un medley tra "Stalinorgel" e "Bombenhagel"

## Formazione
- Tom Angelripper - voce, basso
- Bernemann - chitarra
- Bobby Schottkowski - batteria